# Philippe Glangeaud
Philippe Glangeaud (né à Saint-Dizier-Leyrenne en Creuse le 8 octobre 1866 et mort à Clermont-Ferrand le 8 septembre 1930) est un géologue français, professeur de géologie à l'université de Clermont-Ferrand.

## Biographie
Philippe Glangeaud fait ses études à Guéret, à Clermont-Ferrand, enfin au Muséum national d'histoire naturelle. Il est reçu à l'agrégation de sciences naturelles en 1892 et obtient le doctorat ès-sciences en 1895.

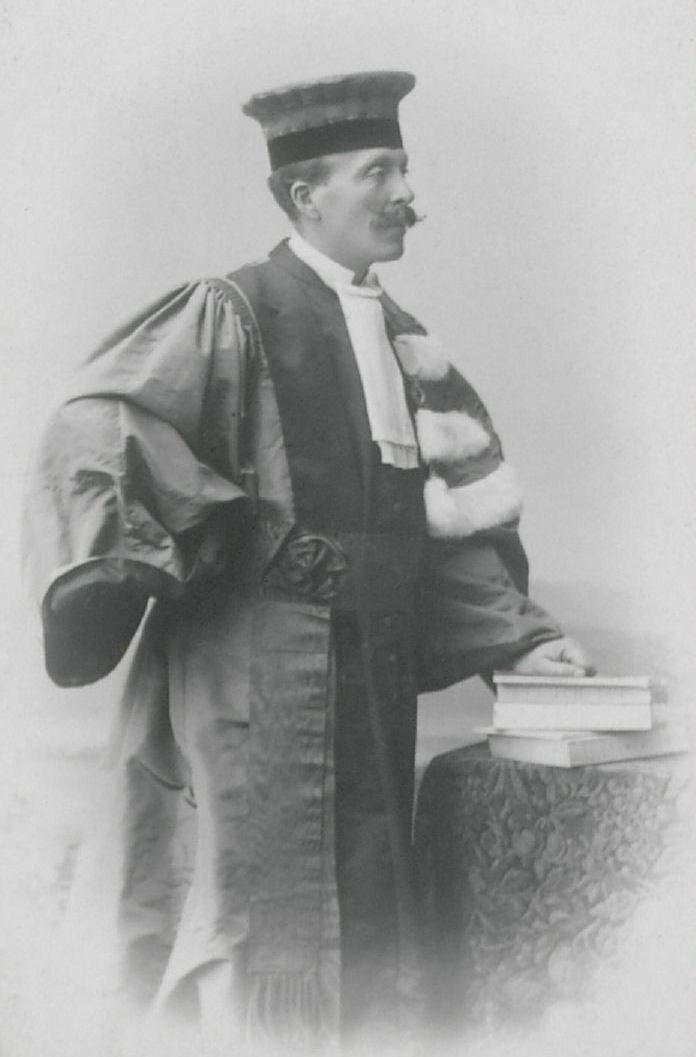
Philippe Glangeaud en habit de professeur.

En 1906, il est nommé professeur de géologie et de minéralogie à l'université de Clermont-Ferrand, où il succède à Pierre-Alphonse Julien. Il reste à ce poste jusqu'à son décès. Il étudie la géologie de l'Auvergne, notamment le volcanisme. Il s'intéresse à l'hydrogéologie, en relation avec les barrages hydro-électriques nombreux dans la région et avec les problèmes d'adduction d'eau.
Il collabore à l'établissement de la Carte géologique de France. Il a été correspondant de l'Académie d'agriculture de France.
Il est le père de Louis Glangeaud. L'un et l'autre sont inhumés au cimetière des Carmes de Clermont-Ferrand (allée 30, no 236). Un buste par Maurice Vaury le représentant se trouve au jardin Lecoq. Une rue au sud-est du centre-ville de Clermont-Ferrand porte son nom.

## Webographie
- Carnets géologiques de Philippe Glangeaud sur le site de la Bibliothèque Clermont Université.